# 凱文·埃皮爾
羅伯特·凱文·埃皮爾（英語：Robert Kevin Appier，1967年12月6日—），為美國職棒大聯盟的投手，生涯曾效力過皇家、運動家、大都會與天使等隊。埃皮爾是1990年代大聯盟的強投之一，1993年拿下美聯防禦率王，還差點拿下賽揚獎。1995年入選明星賽，2002年拿下世界大賽冠軍。

## 職業生涯

### 堪薩斯市皇家
1990年，還是菜鳥的埃皮爾投出12勝8敗，防禦率2.76，讓他成為年度最佳菜鳥投手。1991年，他以13勝並列皇家勝投王，其中還投出3次完封，包含連續對紅襪和洋基投出完封勝。1992年，他成為開幕戰先發，該年一共拿下15勝8敗，防禦率2.46。儘管球隊在期間一度拿下9連勝，埃皮爾也在7月成為美聯單月最佳投手，皇家整季還是只有72勝90敗。1993年，埃皮爾投出18勝8敗，防禦率2.56為美聯最低。他在這年締造連續33局投球無失分的隊史紀錄，最終在賽揚獎票選拿下第三名。1995年，他入選生涯唯一一次明星賽，並投了2局無失分。1996年，他以單季207次三振寫下個人生涯新高。
儘管埃皮爾個人成績亮眼，但待在身為小市場的皇家隊卻讓他沒能獲得太多關注。1997年，皇家以承諾改善陣容的前提下和埃皮爾續約，但他卻在休賽季期間在家摔跤導致鎖骨骨折。儘管他在隔年成功傷癒復出，不過他在3月份仍要動肩膀的長期手術，讓他幾乎缺席整個1998年賽季。1999年，埃皮爾對於皇家的未來感到失望，因此他懇求皇家將他交易到擁有競爭力的球隊。最終皇家在1999年季中將他送往運動家，換來Jeff D'Amico、Brad Rigby和Blake Stein等3名投手。

### 奧克蘭運動家
2000年，運動家屬於季後賽勁旅之一，因此他們在培養年輕球員的同時，富有經驗的埃皮爾便成為球隊的開幕戰先發。雖然他在例行賽表現不錯，但他在分區賽面對洋基卻吞下敗投。到了第5場，洋基在首局攻下6分大局後，埃皮爾在2局登板救火，投了4局失1分。總計他在季後賽的防禦率為3.48。

### 紐約大都會
成為自由球員後，埃皮爾和大都會簽約。該年他拿下11勝10敗，防禦率3.57。他在賽季最後12場出賽完全沒有吞下敗績，期間拿下6勝。他在最後6場先發拿下4勝，防禦率1.87，大都會也都成功拿下比賽勝利。

### 安那罕天使
在紐約待了一年後，大都會將埃皮爾交易到天使，換來前年度MVP選手Mo Vaughn。2002年，他拿下14勝12敗，防禦率3.92。他在分區賽第2場主投5局失3分，最終卻因為牛棚砸鍋無緣勝投。他在聯盟冠軍賽第5場先發，球隊一樣在領先後搞砸埃皮爾的勝投。世界大賽第2場，儘管他僅投2局失5分，球隊仍以11比10逆轉勝。之後他在第6場先發，第5局失3分退場，總計他在世界大賽的防禦率高達11.37，但最終天使仍順利奪冠。

### 重回堪薩斯市
阿皮爾本身就有屈肌腱受傷的痼疾，2003年，他因為傷勢復發導致他在7月底被球隊釋出。釋出後他回到老東家皇家，但先發5場比賽就進行手術。在缺席大部分賽季後，埃皮爾短暫退休，不過他在2005年又和皇家簽下小聯盟約。在春訓過後埃皮爾因為沒能成功進入大聯盟名單，所以埃皮爾第二次退休。10月，他向大聯盟申請復職後，和水手隊簽下小聯盟合約。他在3A拿下1勝2敗，防禦率4.54。球季結束後他被水手釋出，並第三次宣布正式退休。
2001年，埃皮爾入選皇家隊名人堂。他在皇家隊效力13年，一共拿下115勝92敗，防禦率3.49。

## 外部連結
- 球員資訊和成績在MLB ，ESPN ，Retrosheet ，Baseball Reference ，Baseball Reference (Minors) ，Fangraphs ，The Baseball Cube （英文）